# 九龍巴士73B線
九龍巴士73B線是一條香港巴士路線，循環來往全安路（那打素醫院）及上水站，途經大埔中心、太和、祥華邨、聯和墟及天平邨，到達上水後直接取道粉嶺公路折返太和，於每天日間提供北區來往大埔中心和那打素醫院之服務。

## 歷史
自從73線和73A線縮短至華明之後，上水再沒有直接的巴士路線前往大埔，為解決石湖墟、天平邨、聯和墟及祥華邨一帶居民沒有直達大埔中心和大埔那打素醫院的巴士服務的問題，運輸署於2017年12月向區議會遞交文件中建議試辦此路線，方便該區居民享有直達大埔區的巴士服務，為期六個月。
與此同時，連接清河邨（北區醫院）和大埔那打素醫院的新界區專線小巴502線長期被指服務質素低劣，不時脫班，收費又高昂，故有區議員要求本線途經太平邨（北區醫院）和大窩西支路，對該路線構成競爭。
運輸署於2018年4月向區議會遞交修訂方案，建議本線不行經原方案建議的馬適路，改為途經聯和墟後駛經粉嶺健康中心，以及於粉嶺公路巴士轉乘站設站，方便北區居民轉乘其他路線。
2018年9月17日，本線投入服務。
2018年12月23日，配合粉嶺公路巴士轉乘站啟用，回程加停該站。
可是，北區區議會和大埔區議會對本線是否應途經大窩不斷角力，皆因有大窩居民得悉路線不經該處後大為不滿，大規模在大窩西支路沿途掛上橫額抗議。在2018年12月，運輸署因應早前大埔及北區區議會就此路線服務的意見，發表諮詢文件建議此路線往北區方向經大窩西支路及提早頭班車時間。然而，此路線往北區方向經大窩西支路的建議隨即引起北區區議會反對，北區區議員認為此路線主力服務北區居民前往那打素醫院覆診及73延長至那打素醫院可以應付大窩西支路居民的需要。然而，大埔區議會支持此路線往上水經大窩西支路，認為應該盡快落實，大窩西支路所屬的林村谷區議員陳灶良更表示願意到北區區議會與北區區議員辯論。
最後，本線於2019年3月3日起往上水站方向改經大窩西支路；服務時間延長為09:30至16:10，令北區區議會非常不滿，需要由運輸及房屋局局長陳帆親自出動解決問題。
2022年7月4日，延長服務時間，於07:00至17:40由大埔那打素醫院開出；並增設特別班次，每日06:45及07:15由和睦路「海聯廣場」開往大埔那打素醫院，以及每日18:15及18:50由大埔那打素醫院開往新運路「上水站」。

## 服務時間及班次
常規班次
| 每日全安路（那打素醫院）開 | 每日全安路（那打素醫院）開 | 每日全安路（那打素醫院）開 | 每日全安路（那打素醫院）開 | 每日全安路（那打素醫院）開 |
| -------------------------- | -------------------------- | -------------------------- | -------------------------- | -------------------------- |
| 07:00                      | 07:30                      | 08:30                      | 09:30                      | 10:00                      |
| 10:30                      | 11:00                      | 11:30                      | 12:00                      | 12:30                      |
| 13:00                      | 13:30                      | 13:55                      | 14:20                      | 14:45                      |
| 15:10                      | 15:35                      | 16:00                      | 16:35                      | 17:05                      |
| 17:40                      | 18:15                      | 18:50                      |                            |                            |

- 啡字班次以上水站為終點，不返回大埔。

特別班次（海聯廣場→全安路（那打素醫院））
- 每日：06:45、07:15

## 收費
- 全程：$9.2
  - 太和廣場往上水：$8.6
  - 塘坑往全安路（那打素醫院）：$9.2

| - 本線設有12歲以下小童及65歲或以上長者半價優惠。 - 65歲或以上香港居民使用「樂悠咭」，以及12歲以下合資格殘疾兒童使用「殘疾人士身份」個人八達通繳付車資，均可享有每程$2.0或半價（以較低者為準）的票價優惠；12至64歲合資格殘疾人士使用「殘疾人士身份」個人八達通（包括「樂悠咭」），以及60至64歲香港居民使用「樂悠咭」繳付車資，均可享有每程$2.0或全費（以較低者為準）的票價優惠。 - 65歲或以上長者如使用長者或一般個人八達通繳付車資，則只可享有半價優惠；12至64歲合資格殘疾人士如不使用「殘疾人士身份」個人八達通，以及60至64歲人士如不使用「樂悠咭」繳付車資，必須繳付全費。 - 乘客可以現金或八達通於上車時付款，不設找續。 - 每位成人乘客可免費攜帶最多兩名4歲以下而不佔座位的兒童乘客乘車，超額之4歲以下小童必須繳付小童車費乘車。 - 持有「九巴月票」之乘客在車票有效期內，每日可享最多10程任何九龍巴士及龍運巴士路線（包括本路線，以及聯營路線的九龍巴士／龍運巴士提供的班次；惟乘搭機場「A」及「NA」線則可享原價二七折優惠（不會計算每天10次合資格車程））；而B1線則每日可享最多各2程（不會計算每天10次合資格車程）。 - 九龍巴士、城巴、龍運巴士及陽光巴士全職員工及家屬（不包括外判職員）可免費乘搭本路線，惟必須拍職員或職員家屬八達通。 - 乘客亦可透過多元化電子支付系統（e度嘟）繳付車資，包括使用非接觸式VISA卡、JCB卡、萬事達卡、銀聯卡、美國運通、大來國際、Discover Card、Apple Pay、Google Pay、Samsung Pay、AlipayHK「易乘碼」、支付寶、WeChatHK／微信支付「搭車碼」、銀聯雲閃付「乘車碼」及BOC Pay「乘車碼」。乘客使用此付款方式，使用此支付方式的乘客可享有中途下車之分段收費，以及與其他九巴／龍運獨營路線或聯營線九巴／龍運班次之轉乘優惠，惟不適用於與非九巴／龍運路線之轉乘優惠，亦不能享有「公共交通費用補貼計劃」及「長者及合資格殘疾人士公共交通票價優惠計劃」。 |

### 八達通轉乘優惠
73B←→粉嶺公路轉車站路線
- 73B往那打素醫院 ←→ 270A、270B、270C、270D、270P、274、277A、277X、277E、277P、278A、278X、673／673P，首程或次程全程車資，以較高者為準

龍運機場巴士及九巴轉乘計劃

## 用車
現時，73B用車主要由73X、74X、277X、678等路線抽調。

## 行車路線

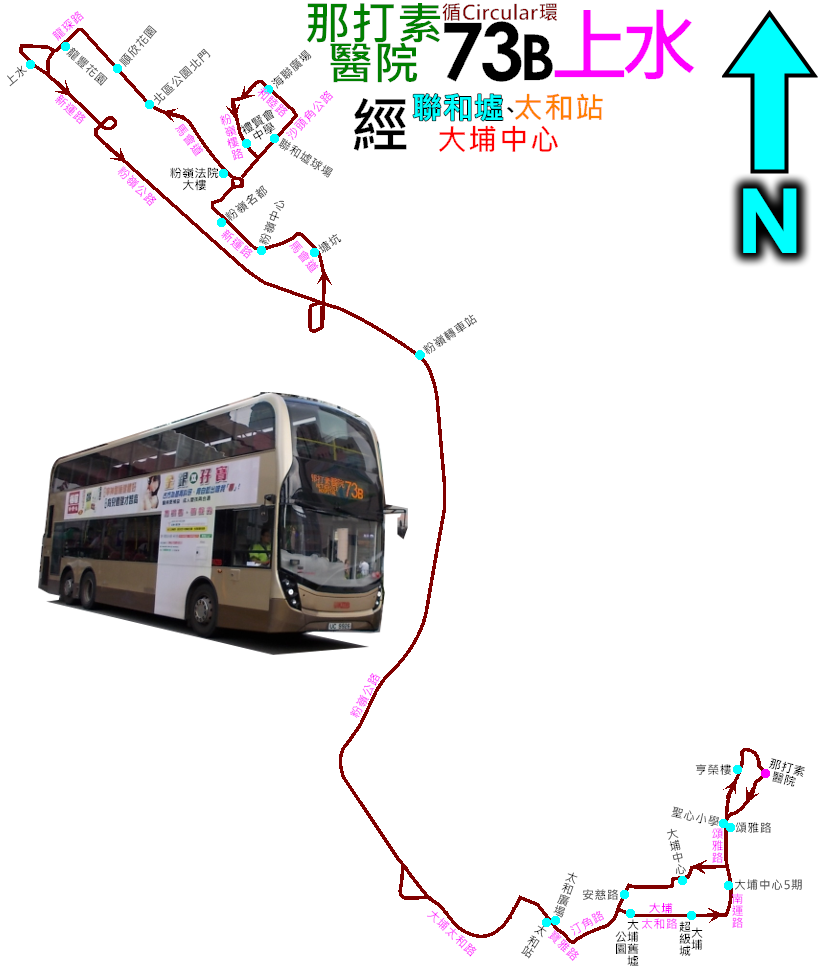
73B線的走線圖

經：全安路、頌雅路、南運路、安埔路、大埔中心巴士總站、安慈路、汀角路、寶雅路、大埔公路－大窩段、林錦交匯處、大窩西支路、和興路、百和路、馬會道、新運路、沙頭角公路－龍躍頭段、聯安街、和睦路、粉嶺樓路、沙頭角公路－龍躍頭段、馬會道、龍琛路、龍運街、新運路、龍琛路、龍運街、新運路、掃管埔路、粉嶺公路、大埔太和路、寶雅路、汀角路、大埔太和路、南運路、頌雅路及全安路。
註：
1. 早上由海聯廣場特別班次開出特別班次不經粗體字之路段
2. 以上水站為終點站班次,不停斜體字之路段

### 沿線車站
| 1#                   | 大埔那打素醫院巴士總站 | 全安路巴士總站       |
| 2#                   | 頌雅路                 | 頌雅路               |
| 3#                   | 大埔中心               | 大埔中心巴士總站     |
| 4#                   | 安慈路                 | 汀角路               |
| 5#                   | 太和廣場               | 寶雅路               |
| 6#                   | 帝欣苑                 | 大埔公路－大窩段     |
| 7#                   | 康樂園                 | 大埔公路－大窩段     |
| 林錦公路交匯處       |                        |                      |
| 8#                   | 圍頭村                 | 大窩西支路           |
| 9#                   | 中心圍                 | 大窩西支路           |
| 10#                  | 泰亨                   | 大窩西支路           |
| 11                   | 大窩                   | 大窩西支路           |
| 12#                  | 南華莆                 | 大窩西支路           |
| 13#                  | 九龍坑                 | 大窩西支路           |
| 14#                  | 何家園                 | 大窩西支路           |
| 15#                  | 和合石新村             | 大窩西支路           |
| 16#                  | 塘坑                   | 馬會道               |
| 17#                  | 粉嶺中心               | 新運路               |
| 18#                  | 粉嶺名都（B1）         | 新運路               |
| 19#                  | 聯和墟遊樂場           | 沙頭角公路－龍躍頭段 |
| 20                   | 海聯廣場               | 和睦路               |
| 21                   | 禮賢會中學             | 粉嶺樓路             |
| 22                   | 粉嶺法院大樓           | 馬會道               |
| 23                   | 北區公園北門           | 馬會道               |
| 24                   | 順欣花園               | 馬會道               |
| 25                   | 龍豐花園               | 龍琛路               |
| 26                   | 上水站                 | 新運路               |
| 粉嶺公路             |                        |                      |
| 27*                  | 粉嶺公路轉車站         | 粉嶺公路巴士轉乘站   |
| 粉嶺公路、吐露港公路 |                        |                      |
| 28*                  | 太和站                 | 太和巴士總站         |
| 29*                  | 大埔舊墟公園           | 大埔太和路           |
| 30*                  | 大埔超級城             | 大埔太和路           |
| 31*                  | 大埔中心第五期         | 南運路               |
| 32*                  | 聖母聖心小學           | 頌雅路               |
| 33*                  | 富亨邨亨榮樓           | 頌雅路               |
| 34*                  | 大埔那打素醫院巴士總站 | 全安路巴士總站       |

註：
1. 每日早上由海聯廣場特別班次開出特別班次不經有#號之路段
2. 每日18:15及18:50由大埔那打素醫院開出之班次以上水站為終點站，不經有*號之分站，全程55分鐘。